# Senteni Masango
Senteni Masango, được biết đến sau cuộc hôn nhân của cô với tên Inkhosikati LaMasango, (tháng 7 năm 1981 – 6 tháng 4 năm 2018) là người vợ thứ tám của Mswati III của Eswatini.

## Đời sống
Masango được chọn làm cô dâu mới cho Mswati III trong lễ Uhmlanga 1999. Họ kết hôn vào năm 2000. Cô sinh hai đứa con, Công chúa Sentelweyinhosi và Công chúa Sibusezweni.
Masango là một họa sĩ. Cô đã bán đấu giá các tác phẩm của mình để gây quỹ cho các tổ chức từ thiện địa phương ở Eswatini.

## Tử vong
Masango được phát hiện đã chết vào ngày 6 tháng 4 năm 2018. Cô đã tự sát bằng cách sử dụng quá liều amitriptyline. Cô qua đời một tuần sau cái chết của chị gái mình, Nombuso Masango, tang lễ của chị cô nhưng nhà vua đã cấm cô tham dự. Tang lễ của cô được tổ chức tại Cung điện Hoàng gia Ludzidzini vào ngày 8 tháng 4 năm 2018.

## Vụ bê bối báo chí
Vào ngày 12 tháng 9 năm 1999, một biên tập viên của tờ Times of Swaziland, Bheki Makhubu, đã điều hành một câu chuyện tin tức có tựa đề Fiancée A High School Dropout. Câu chuyện báo cáo rằng Senteni Masango, người đã đính hôn với nhà vua vào thời điểm đó, đã bỏ học tại trường trung học Ngwane Park. Câu chuyện gây ra tranh cãi và dẫn đến việc Makhubu bị Cảnh sát Hoàng gia Swaziland bắt giữ. Ông bị buộc tội phỉ báng hình sự. Cuối cùng ông ta đã được thả ra tại ngoại $ 500 và bị thu hồi hộ chiếu. Makhubu đã bị bắt lần thứ hai tại Mbabane sau khi anh in một bức ảnh của Msango và một người vợ khác của nhà vua, người đang mặc trang phục học thuật của cô, trong một buổi lễ tốt nghiệp tại Đại học Swaziland. Dòng tiêu đề tương phản Masango là "người bỏ học" và người vợ khác là "người tốt nghiệp". Sau khi từ chối đưa ra lời xin lỗi, Makhubu đã bị sa thải khỏi Times.
Một vụ bê bối báo chí khác xảy ra sau cái chết của Masango. Hình ảnh thờ và đám tang của cô tại cung điện hoàng gia đã bị rò rỉ với báo chí bởi các thành viên của đội bảo vệ hoàng gia của nhà vua. Các lính canh đã bị phạt vì vụ việc trên.